# Počkej na jaro, Bandini
Počkej na jaro, Bandini (anglicky Wait Until Spring, Bandini) je první vydaný román s autobiografickými prvky od Johna Fanteho, amerického prozaika a scenáristy, jenž se dostal na knižní trh v roce 1938.
Postava Artura Bandiniho se jakožto Fanteho alter ego objevuje ještě v dalších třech románech: Zeptej se prachu, Cesta do Los Angeles a Sny o kopci Bunker Hill.

Autor knihu věnoval svým rodičům, matce Mary a otci Nickovi. V předmluvě vysvětluje, proč se ke knize nedokáže vrátit. Toužil si ponechat v paměti pouze příjemné vzpomínky.
Česky knihu vydalo nakladatelství Pragma v roce 2001.

## Námět
Příběh o nelehkém životě chudé italské rodiny, která se přistěhuje do Ameriky. Sen o lepším živobytí se rozplynul a místo peněz se hromadí jen dluhy. Je dlouhá zima a zedník Svevo Bandini je bez práce. Těžce se smiřuje s faktem, že nedokáže zabezpečit rodinu. Jeho zbožná žena Marie jej za to neobviňuje. Krize přichází, když Sveva zaměstná bohatá vdova Hildegardová…

## Děj
Svevo Bandini se přistěhoval se svou ženou Marií z Abruzzi - chudého jihoitalského venkova do městečka Rocklin v Coloradu za vidinou lepšího života. Svevo je zedník a postupem času zjišťuje, že skutečnost je jiná, než si ji maloval. Nezvládá finančně zajišťovat rodinu, dluží, kam se podívá a to jej deprimuje. Často je podrážděný a svou frustraci utápí v alkoholu v herně Imperial Poolhall se svým přítelem Rocco Sacconem.
Svevova manželka Marie Rocca nenávidí. Zazlívá mu, že má špatný vliv na jejího muže. Marie je velmi zbožná, mnoho času tráví v modlitbách, životní úděl přijímá pokorně, neboť za vším vidí boží vůli. 

Se Svevem má tři syny – nejstaršího Artura, Augusta a nejmladšího Federika. Všechny miluje a snaží se je vést k víře, chlapci chodí do církevní školy a v místním kostele dělají ministranty.
Nejmladšímu Federikovi je 8 let. V očích svých starších bratrů je pořád ještě usmrkancem a tak jej často přehlížejí. Je to maminčin mazánek.
Prostřednímu Augustovi je 10 let a sdílí matčinu neochvějnou víru v Boha. Touží se stát knězem. Matka je na něj hrdá. Augusto je pyšný na svůj neoficiální rekord: dokáže klečet bez hnutí se sepjatýma rukama déle než kterýkoli jiný ministrant.
Arturovi je 14 let a zmítají jím pubertální emoce. Na své rodiče pohlíží kriticky, viní je z chudoby, se kterou otec nedokáže nic udělat a matka ji trpně přijímá bez jediného slova výčitky. Arturo nenávidí církevní školu a nerad chodí i do kostela. Má však strach z Boha a přichází k poznání, že nelze žít bez hříchu, což mu působí dilema. Je si vědom svého italského původu, ale cítí se být více Američanem. Miluje svou spolužačku Rozu Pinelliovou, ale tu mladý Bandini nezajímá. On si přesto představuje, že bude jednoho dne slavným hráčem baseballového týmu New York Yanks, změní si jméno na Banning a Roza jej bude obdivovat.
Blíží se Vánoce. Na návštěvu má přijet na jedno odpoledne Donna Toscana, Mariina matka, která chová nenávistné antipatie vůči Svevovi. Své dceři vyčítá, že si vzala neschopného muže. Svevo svou tchyni taktéž nenávidí. Její příjezd bere jako záminku, aby se mohl jít opít.

Donna přijíždí a okamžitě začne poštvávat děti proti otci. Který z vnuků jí jako první řekne, že jejich otec je opilý, dostane desetník. Kluci nejsou tak horliví zradit otce, řeknou, že neví. Donna Toscana pokračuje, začne před nimi snižovat autoritu matky vyprávěním historek, jaké „špatnosti“ vyváděla, když byla dítě. Marie se jí nedokáže postavit.
Svevo není už několik dnů doma a Marie nemá peníze ani jídlo. Musí jít do krámu k panu Craikovi poprosit o potraviny na dluh. Chce tam nejdříve poslat Artura, ale ten odmítá. Pro Marii je to nepříjemná záležitost.
Arturo jde s Augustem z kostela a uvidí otce. Veze jej Effie Hildegardová, zámožná pohledná vdova, kterou zná ve městě snad každý. Augusto to považuje za hřích a chce to oznámit matce. Arturo nechce, aby trpěla ještě víc a tak mu to zakazuje. Kluci se porvou.

Arturo ukradne z matčiny truhly řetízek, aby jej mohl tajně věnovat své lásce Roze. Roza pozná, že je od něj a s pohrdáním mu jej vrací.
Svevo se vrací k rodině. Má nové boty. Hodlá se z provinění vyplatit. Má dost peněz a slibuje klukům, že jim koupí cokoliv budou chtít, stejně tak své ženě. Marie ho nenávidí. Ví, že jí byl nevěrný a to je pro ni smrtelný hřích a největší potupa. Bandini vycítí její rozpoložení a dostane strach. Marie se na něj vrhne, aby mu vydrápala oči. Ponížený Svevo se zkrvaveným obličejem odchází z domu. Arturo vyběhne za ním, otec ho posílá zpátky. Marie mezitím spálila v kamnech všechny peníze, které jim Svevo přinesl. Arturo pocítí záchvat nevraživosti. Vyrve jí z ruky růženec, roztrhá jej na kusy a zahodí do sněhu. Zmučená Marie se vypotácí ven, aby korálky posbírala. Arturo se na to nechce dívat a vydává se bloumat do ulic.

Svevo se potácí po cestě a nedokáže pochopit, co se stalo. Rocco Saccone mu sehnal práci u paní Hildegardové, která mu štědře platila. Vždy jej pohostila a i když Svevo tušil, že bude chtít víc, neměl tyto úmysly. Ví Bůh, že ho svedla ona. Vrací se k ní.
Šestého ledna - po vánočních prázdninách – opět začíná škola. Arturo se netěší, zase uvidí Rozu Pinelliovou. Ta však ve škole není. Arturo se ptá její kamarádky Gertie Williamsové, ale Gertie buď neví, nebo mu to nechce říci.

Marie se změnila. Z laskavé a starostlivé matky je teď chladná apatická žena. Zabila a upekla Tonyho, svého oblíbeného kohouta, jehož barevné peří se jí tolik líbilo. 

Arturo se rozhodne najít otce. V herně není, jde za Roccem. Ten mu lže, ale Arturo to pozná. Utíká k domu Effie Hildegardové. Schová se a za chvíli uvidí Sveva, který si jde připálit na verandu. Arturo ho pozoruje a je na něj hrdý, na to, že bydlí v honosném domě, kouří doutníky a je krásně oblečený. I když ho chtěl původně přemluvit, aby se vrátil, teď mu připadá, že si zaslouží nový život, přestože matka bude trpět a on a jeho bratři hladovět.

Vrací se domů, ale při vzpomínce na zničenou tvář matky mu to už tak dobré nepřipadá.
Uplynulo několik dnů a Roza Pinelliová stále chybí ve své školní lavici. Arturo neví, co se stalo. Dozví se to teprve poté, co sestra Celiová oznámí třídě, že Roza zemřela na zápal plic. 

Marie se už cítí lépe a vrací se jí její obvyklá starostlivost. Od matky dostala nějaké peníze a tak může klukům uvařit dobré jídlo. Arturo nedokáže jít na pohřeb Rozy. Jde za otcem, který pracuje u Effie Hildegardové a ptá se jej, kdy se vrátí domů. Svevo by rád, ale nechce si otevřeně přiznat chybu. Rozhodne se teprve poté, co paní Hildegardová urazí jeho syna Artura a dá najevo svou nadřazenost.
Arturo se posadil a pohrdavě se usmál nad tou ironií. Ach, Rozo! Mohl bych tě nést tisíc kilometrů, mohl bych tě odnést ke stovce hrobů a zpátky, ale v očích sestry Celiový nejsem dost silnej. Tyhle jeptišky! Jsou tak milý a laskavý – a tak strašně hloupý. Všechny jsou jako sestra Celiová: vidí všechno jen jedním okem a druhý mají slepý. Arturo věděl, že by v takovou chvíli neměl nikoho nenávidět, ale nemohl si pomoct: nenáviděl sestru Celiovou.

## Filmová adaptace
Počkej do jara, Bandini (Wait Until Spring, Bandini) – film v koprodukci Belgie/Francie/Itálie/USA z roku 1989 natočil belgický režisér Dominique Deruddere .

Hrají: Joe Mantegna, Ornella Muti, Faye Dunawayová, Michael Bacall, Burt Young,…